# Staffan Tjerneld

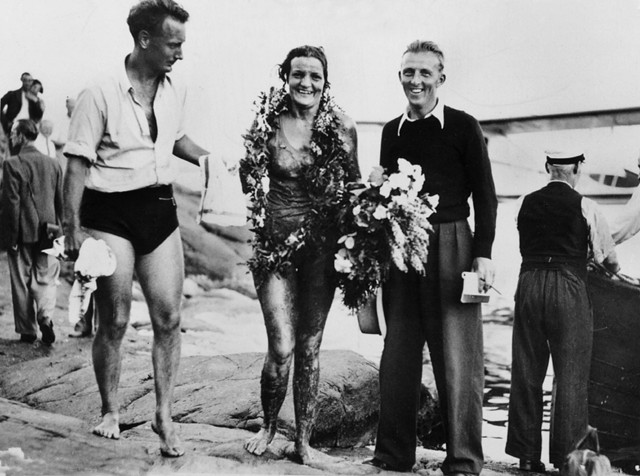
Staffan Tjerneld, till vänster, och journalistkollegan Sigge Bergman hyllar här Sally Bauer efter att hon rekordsimmat över Ålands hav 1938 (30 km på 13,06 timmar).

Staffan Tjerneld, född 2 juli 1910 i Stockholm, död 4 juni 1989 i Stockholm, var en svensk journalist och författare. 

## Verksamhet
Tjerneld arbetade som journalist vid Dagens Nyheter 1932–1944 och från 1944 vid Expressen. Som Stockholmshistoriker skrev han Stockholmsliv (1949), En bok om Djurgården (1968), Stockholmsliv i vår tid (1972), Södra teatern (1977), Gröna Lund (1978), Djurgården under 300 år (1980), Hundra år på Östermalm (1984). Han skildrar sin svärfar "Hasse Z" i Hasse Z en svensk humorist (1962). Som revyförfattare skrev han den politiskt dagsaktuella revyn Taggen (1941) och Tredje Taggen (1944).
Serenad och Eskapad blev stora operettsuccéer på Oscarsteatern 1944 och 1946. Kompositör var Lajos Lajtaj. Kända nummer ur Serenad är valsen "Vi möts och vi skiljs" och tangon "Med hundra gitarrer". Tjerneld gjorde flera översättningar och bearbetningar av kända verk, bland annat "Läderlappen" på Oscarsteatern 1945, och Rogers och Hammersteins "Oklahoma!" blev en uppskattad föreställning.
Bland hans romaner kan nämnas Röd Amaryllis (1951), De vassa tänderna (1956), Kvinnor och diamanter (1971), Flickan och miljonären (1974), En boutique i Gamla stan (1975). Han skrev även några biografier som Wallenbergs (1969), Nobel (1972), Den mystiske dr Munthe (1973). 
Tjerneld skapade också underhållnings- och dokumentärprogram för TV. Han producerade till exempel svensk TV:s första underhållningsprogram En skål för televisionen 1954, resedokumentärer bland annat om Budapest 1959 och Warszawa 1960, konstfilmer om gotlandskonstnären Erik Olsson i Sanda 1961, Axel Fridell 1964 och Munch och Krohg i Oslo 1966. Strindbergs Hemsö (1966), Carl Jonas Love Almquist (1966) och Ludvig Nordström (1968) är exempel på författarporträtt för TV. En film om Järvafältets historia skapade han 1960.

## Familj
Staffan Tjerneld var sedan 1932 gift med Märta Zetterström, dotter till "Hasse Z", och han var far till Anna-Clara Tidholm.